# Makowate

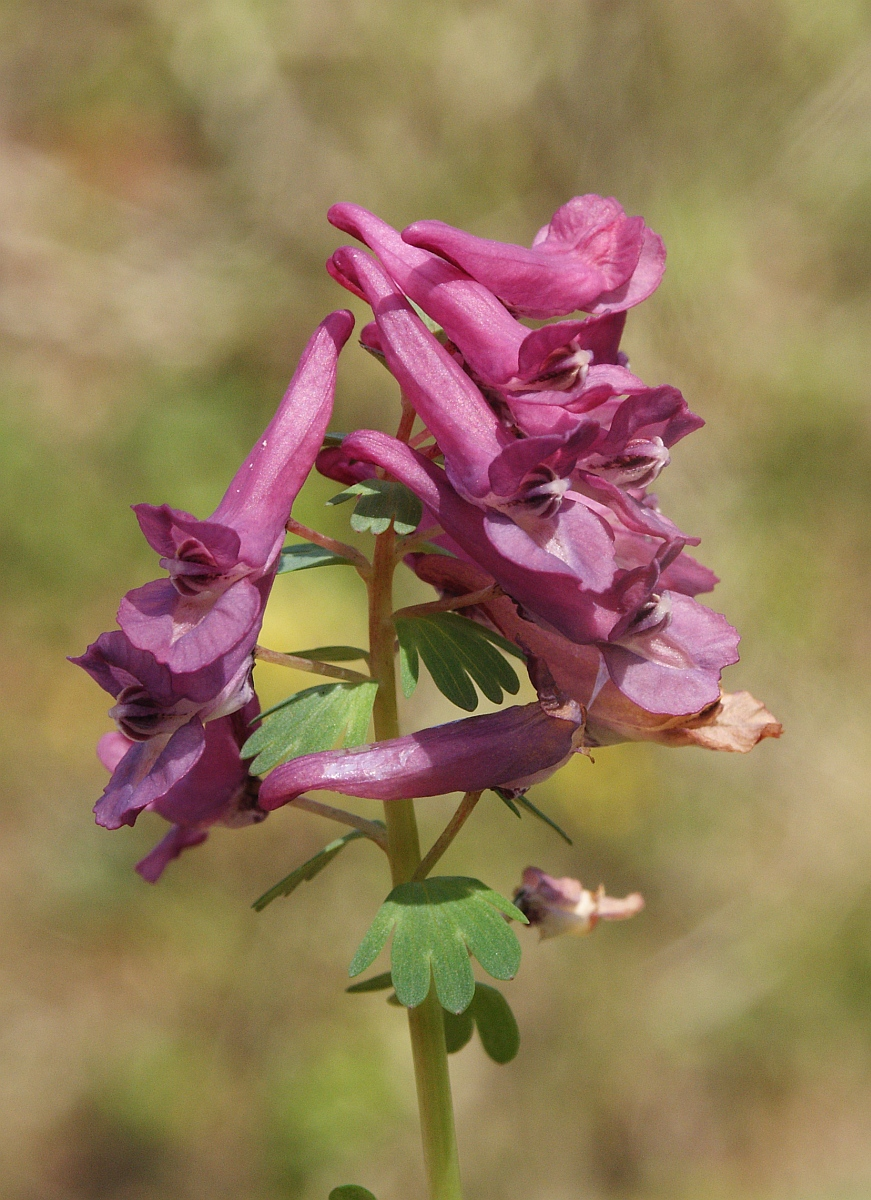
Kokorycz pełna

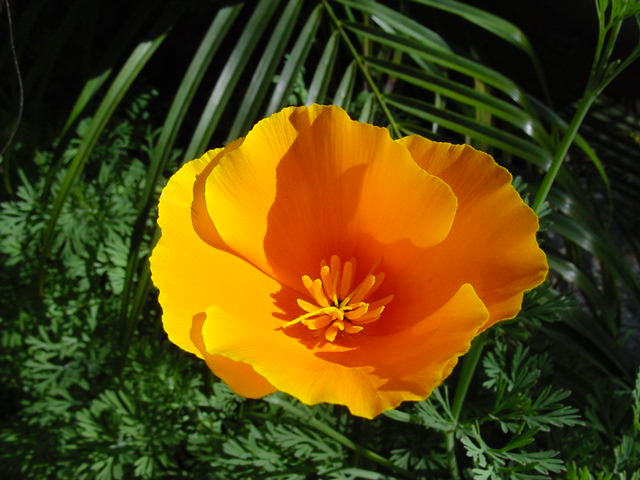
Pozłotka kalifornijska

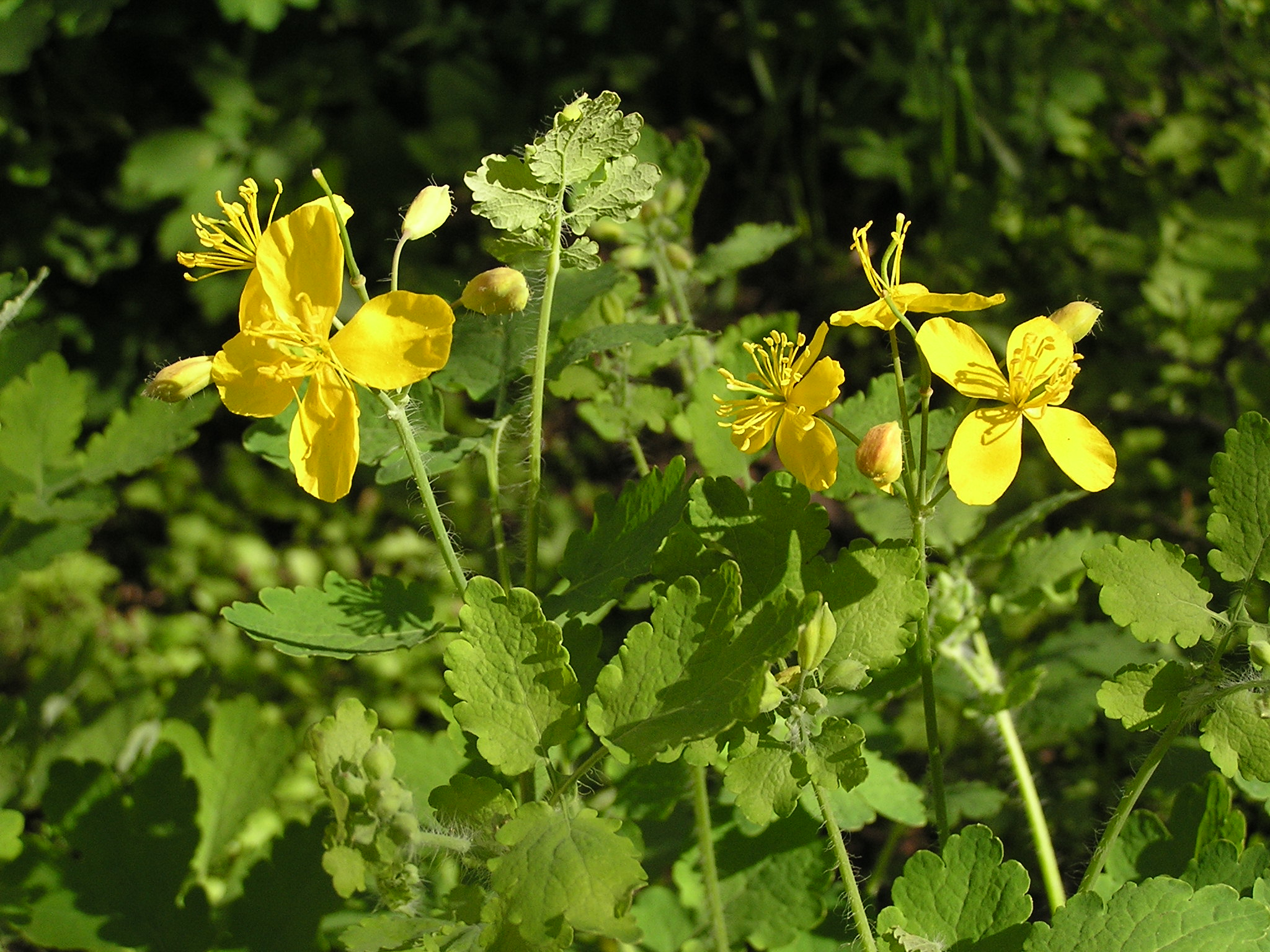
Glistnik jaskółcze ziele

Makowate (Papaveraceae Juss.) – rodzina roślin okrytonasiennych, występujących głównie w strefie umiarkowanej i subtropikalnej na półkuli północnej. Pozycja i ujęcie rodziny jest zmienne w różnych systemach klasyfikacyjnych. Charakterystyka tu zawarta dotyczy szerokiego ujęcia zgodnie z APweb, odpowiadającego w niektórych systemach rzędowi makowców (Papaverales). Do tak ujmowanej rodziny należą 44 rodzaje z ok. 760–780 gatunkami. Występują one głównie na półkuli północnej, zarówno w Eurazji, jak i w Ameryce Północnej. Część przedstawicieli występuje w Ameryce Środkowej i Południowej, bardzo nieliczni w Afryce. Cechą charakterystyczną rodziny jest trójokółkowy okwiat składający się z kielicha i dwóch okółków korony. Ze względu na dużą zawartość alkaloidów, liczne gatunki z tej rodziny wykorzystywane są jako rośliny lecznicze.

## Rozmieszczenie
Rodzina występująca generalnie na półkuli północnej, do wyjątków rosnących na drugiej półkuli należy rodzaj bokkonia Bocconia, występujący w Ameryce Południowej, oraz rosnące w południowej Afryce: Papaver aculeatum i kilka rodzajów z dymnicowych (Cysticapnos, Discocapnos, Trigonocapnos). Największe zróżnicowanie przedstawicieli rodziny jest w środkowej, południowo-zachodniej Azji, w basenie Morza Śródziemnego oraz w zachodniej części Ameryki Północnej. Z podrodziny Papaveroideae plemiona Papavereae i Chelidonieae występują zarówno na Starym jak i Nowym Świecie. Rodzaje z plemienia Eschscholtzieae są endemiczne dla Ameryki Północnej. Podrodzina dymnicowych Fumarioideae związana jest głównie kontynentami Starego Świata, w Ameryce Północnej rośnie tylko Capnoides  i część gatunków z rodzaju serduszka Dicentra. Papaver radicatum jest, obok wierzby arktycznej Salix arctica, najdalej na północ rosnącą rośliną naczyniową (rośnie na 83° szerokości północnej).
Rodzime i dziczejące gatunki w Polsce reprezentują rodzaje: dymnica Fumaria, glistnik Chelidonium, kokorycz Corydalis, mak Papaver, pozłotka Eschscholzia.

## Morfologia
PokrójRośliny zielne (jednoroczne, dwuletnie i byliny), rzadko krzewy i niewysokie drzewa (Bocconia i Dendromecon) o maksymalnej wysokości do 6 m. Zwykle z korzeniem palowym, rzadziej z kłączem.
LiścieZwykle skrętoległe, czasem skupione w przyziemną różyczkę, rzadziej naprzeciwległe lub nawet okółkowe. Blaszka liściowa zazwyczaj jest podzielona (pierzasto- lub trójdzielnie), rzadziej pojedyncza. Liście są zwykle ogonkowe, brak przylistków.
KwiatyWyraźnie odmienne w poszczególnych podrodzinach i plemionach. Zwykle pojedyncze lub w baldachokształtnych kwiatostanach w podrodzinie makowych (Papaveroideae) lub groniastych w podrodzinie dymnicowych (Fumarioideae). Kwiaty są obupłciowe, w podrodzinie makowych promieniste i bezwonne, w podrodzinie dymnicowych w plemieniu Hypecoeae kwiaty mają podwójną płaszczyznę symetrii, u pozostałych dymnicowych kwiaty są grzbieciste. Kielich dwudziałkowy, zwykle szybko opadający. Barwna korona dwukrotna, dwuokółkowa, również często prędko opadająca. Dno kwiatowe u niektórych przedstawicieli (Eschscholzia, Meconella i Platystemon) rozszerzone. Pręciki parzyste lub liczne wielookółkowe (mniej liczne – od 4 do 15 – u Meconella i Canbya). Pylniki pękają podłużną szczeliną. Słupek górny, pojedynczy, zwykle dwukrotny, rzadziej powstaje z większej liczby owocolistków (do 18, rzadko do 22). Zalążnia jedno lub dwukomorowa, czasem z przegrodami pełnymi lub nie będącymi wyrostami łożyska. Szyjka słupka pojedyncza lub jej brak. Znamię podzielone na dwie lub większą liczbę łatek. Kwiaty większości przedstawicieli makowców są owadopylne, wyjątkowo wiatropylne.
OwocPrzeważnie wielonasienna torebka otwierająca się po dojrzeniu. Nasiona zwykle drobne, zawierają bielmo, obfitują w substancje oleiste. W podrodzinie dymnicowych często z elajosomem.

## Anatomia
Wszystkie części roślin z podrodziny Papaveroideae posiadają kanały mleczne lub podłużne idioblasty. Wytwarzają one sok mleczny przejrzysty lub różnie zabarwiony (biały, żółty, czerwony), często lepki.

## Systematyka
Ze względu na pewne podobieństwa w budowie kwiatów, w dawniejszych systemach klasyfikacyjnych roślin, makowate (ew. podnoszone do rangi rzędu makowce) przedstawiane były jako spokrewnione z kaparowcami (Capparales). W miarę poznawania szczegółów budowy i składu chemicznego tych roślin stwierdzono szereg wspólnych cech z jaskrowcami (Ranunculales) – np. unikatowe dla obu grup alkaloidy, podobną budowę łodyg, ziarn pyłku i woreczka zalążkowego. W systemie Cronquista (1981) makowce były obok jaskrowców przypisane do podklasy magnoliowych (Magnoliidae). W systemie Takhtajana (1997) i Reveala (1994–1999) makowate podnoszone także do rangi rzędu makowców wchodziły w skład nadrzędu Ranunculanae. W systemach APG począwszy od pierwszego z 1998, poprzez APG II z 2003, APG III z 2009 i system APG IV z 2016, makowate wchodzą już tylko w randze rodziny w skład kladu jaskrowców (Ranunculales). 
W obrębie makowatych wyróżnia się od 2 do 4 głównych linii rozwojowych, które w przypadku traktowania makowatych w randze rzędu podnoszone są do rangi rodzin, a w przypadku uznawania makowatych za rodzinę – opisywane są jako podrodziny lub plemiona. Wyraźnie wyodrębniają się dwie linie rozwojowe – makowych (Papaveroideae) i dymnicowych (Fumarioideae). Przez długi czas problematyczną pozycję systematyczną zajmowały dwa rodzaje – Hypecoum i Pteridophyllum, zaliczane czasem do pierwszej grupy, czasem do drugiej, lub wyodrębniane jako osobne taksony w randze rodzin lub podrodzin (np. systemy Takhtajana i Reveala). Nowsze analizy danych molekularnych i morfologicznych wskazują na siostrzany charakter obu tych taksonów i ich bazalną pozycję w obrębie makowatych. Generalnie relacje filogenetyczne między podrodzinami, a w ich obrębie między rodzajami, pozostają niejasne. 
Pozycja systematyczna według APweb (aktualizowany system APG IV z 2016)
W kolejnych wersjach systemów APG rodzina makowatych zaliczona jest do rzędu jaskrowców (Ranunculales), kladu dwuliściennych właściwych (eudicots). Makowce są grupą siostrzaną dla niemal wszelkich pozostałych przedstawicieli rzędu jaskrowców z wyjątkiem olszankowatych (Eupteleaceae).
|  | krępieniowate Lardizabalaceae |
|  |                               |
|  | Circaeasteraceae              |
|  |                               |

|  | miesięcznikowate Menispermaceae                                                          |
|  |                                                                                          |
|  | \| \| berberysowate Berberidaceae \| \| \| \| \| \| jaskrowate Ranunculaceae \| \| \| \| |
|  |                                                                                          |
|  | berberysowate Berberidaceae                                                              |
|  |                                                                                          |
|  | jaskrowate Ranunculaceae                                                                 |
|  |                                                                                          |

|  | berberysowate Berberidaceae |
|  |                             |
|  | jaskrowate Ranunculaceae    |
|  |                             |

|  | krępieniowate Lardizabalaceae |
|  |                               |
|  | Circaeasteraceae              |
|  |                               |

|  | miesięcznikowate Menispermaceae                                                          |
|  |                                                                                          |
|  | \| \| berberysowate Berberidaceae \| \| \| \| \| \| jaskrowate Ranunculaceae \| \| \| \| |
|  |                                                                                          |
|  | berberysowate Berberidaceae                                                              |
|  |                                                                                          |
|  | jaskrowate Ranunculaceae                                                                 |
|  |                                                                                          |

|  | berberysowate Berberidaceae |
|  |                             |
|  | jaskrowate Ranunculaceae    |
|  |                             |

|  | krępieniowate Lardizabalaceae |
|  |                               |
|  | Circaeasteraceae              |
|  |                               |

|  | miesięcznikowate Menispermaceae                                                          |
|  |                                                                                          |
|  | \| \| berberysowate Berberidaceae \| \| \| \| \| \| jaskrowate Ranunculaceae \| \| \| \| |
|  |                                                                                          |
|  | berberysowate Berberidaceae                                                              |
|  |                                                                                          |
|  | jaskrowate Ranunculaceae                                                                 |
|  |                                                                                          |

|  | berberysowate Berberidaceae |
|  |                             |
|  | jaskrowate Ranunculaceae    |
|  |                             |

|  | krępieniowate Lardizabalaceae |
|  |                               |
|  | Circaeasteraceae              |
|  |                               |

|  | miesięcznikowate Menispermaceae                                                          |
|  |                                                                                          |
|  | \| \| berberysowate Berberidaceae \| \| \| \| \| \| jaskrowate Ranunculaceae \| \| \| \| |
|  |                                                                                          |
|  | berberysowate Berberidaceae                                                              |
|  |                                                                                          |
|  | jaskrowate Ranunculaceae                                                                 |
|  |                                                                                          |

|  | berberysowate Berberidaceae |
|  |                             |
|  | jaskrowate Ranunculaceae    |
|  |                             |

|  | krępieniowate Lardizabalaceae |
|  |                               |
|  | Circaeasteraceae              |
|  |                               |

|  | miesięcznikowate Menispermaceae                                                          |
|  |                                                                                          |
|  | \| \| berberysowate Berberidaceae \| \| \| \| \| \| jaskrowate Ranunculaceae \| \| \| \| |
|  |                                                                                          |
|  | berberysowate Berberidaceae                                                              |
|  |                                                                                          |
|  | jaskrowate Ranunculaceae                                                                 |
|  |                                                                                          |

|  | berberysowate Berberidaceae |
|  |                             |
|  | jaskrowate Ranunculaceae    |
|  |                             |

|  | krępieniowate Lardizabalaceae |
|  |                               |
|  | Circaeasteraceae              |
|  |                               |

|  | miesięcznikowate Menispermaceae                                                          |
|  |                                                                                          |
|  | \| \| berberysowate Berberidaceae \| \| \| \| \| \| jaskrowate Ranunculaceae \| \| \| \| |
|  |                                                                                          |
|  | berberysowate Berberidaceae                                                              |
|  |                                                                                          |
|  | jaskrowate Ranunculaceae                                                                 |
|  |                                                                                          |

|  | berberysowate Berberidaceae |
|  |                             |
|  | jaskrowate Ranunculaceae    |
|  |                             |

|  | krępieniowate Lardizabalaceae |
|  |                               |
|  | Circaeasteraceae              |
|  |                               |

|  | miesięcznikowate Menispermaceae                                                          |
|  |                                                                                          |
|  | \| \| berberysowate Berberidaceae \| \| \| \| \| \| jaskrowate Ranunculaceae \| \| \| \| |
|  |                                                                                          |
|  | berberysowate Berberidaceae                                                              |
|  |                                                                                          |
|  | jaskrowate Ranunculaceae                                                                 |
|  |                                                                                          |

|  | berberysowate Berberidaceae |
|  |                             |
|  | jaskrowate Ranunculaceae    |
|  |                             |

|  | krępieniowate Lardizabalaceae |
|  |                               |
|  | Circaeasteraceae              |
|  |                               |

|  | miesięcznikowate Menispermaceae                                                          |
|  |                                                                                          |
|  | \| \| berberysowate Berberidaceae \| \| \| \| \| \| jaskrowate Ranunculaceae \| \| \| \| |
|  |                                                                                          |
|  | berberysowate Berberidaceae                                                              |
|  |                                                                                          |
|  | jaskrowate Ranunculaceae                                                                 |
|  |                                                                                          |

|  | berberysowate Berberidaceae |
|  |                             |
|  | jaskrowate Ranunculaceae    |
|  |                             |

Podział rodziny
Rodzina makowatych obejmuje dwie linie rozwojowe w randze podrodzin, które przez niektórych autorów wyróżniane są w randze rodzin (np. system Cronquista z 1981). Podział taksonomiczny rodziny:
Podrodzina Papaveroideae Eaton (rodzina Papveraceae sensu stricto)
Plemię Papavereae Dumortier – 11 rodzajów na półkuli północnej, w Ameryce Południowej i na południowym krańcu Afryki,
- Arctomecon Torr. & Frém.
- Argemone L. – argemon
- Canbya Parry ex A. Gray
- Meconella Nutt.
- Meconopsis Vig. – mekonops
- Papaver L. – mak (w tym Stylomecon G. Taylor)
- Platystemon Benth. – platystemon
- Platystigma Benth.
- Roemeria Medik. – remeria
- Romneya Harv.

Plemię Chelidonieae Dumortier – 9 rodzajów na półkuli północnej i w Ameryce Południowej:
- Bocconia L. – bokkonia
- Chelidonium L. – glistnik
- Dicranostigma Hook. f. & Thomson – dikranostigma
- Eomecon Hance – emekon
- Glaucium Mill. – siwiec
- Hylomecon Maxim. – hylomekon
- Macleaya R. Br. – makleja
- Sanguinaria L. – sangwinaria
- Stylophorum Nutt. – styloforum

Plemię Eschscholtzieae Baillon – 3 rodzaje w zachodniej części Ameryki Północnej:
- Dendromecon Benth.
- Eschscholzia Cham. – pozłotka
- Hunnemannia Sweet

Podrodzina Fumarioideae Eaton (≡ rodzina dymnicowate Fumariaceae sensu stricto)
Plemię Hypecoeae Dumortier (syn. Pteridophyllaceae Reveal & Hoogland) – 2 rodzaje w Europie i Azji:
- Hypecoum L. – kręciszek
- Pteridophyllum Siebold & Zucc.

Plemię Fumarieae Dumortier – 19 rodzajów na półkuli północnej i w Afryce, głównie na obszarze Chin:
- Adlumia Raf. ex DC. – bałamutka
- Capnoides Mill.
- Ceratocapnos Durieu
- Corydalis DC. – kokorycz
- Cryptocapnos Rech. f.
- Cysticapnos Mill.
- Dactylicapnos Wall.
- Dicentra Bernh. – serduszka
- Discocapnos Cham. & Schltdl.
- Ehrendorferia Fukuhara & Lidén
- Fumaria L. – dymnica
- Fumariola Korsh.
- Ichtyoselmis Lidén & Fukuhara
- Lamprocapnos Endl.
- Platycapnos (DC.) Bernh.
- Pseudofumaria Medik.
- Rupicapnos Pomel
- Sarcocapnos DC.
- Trigonocapnos Schltr.

Pozycja rodziny w systemie Reveala (1999)
Gromada okrytonasienne (Magnoliophyta Cronquist), podgromada Magnoliophytina Frohne & U. Jensen ex Reveal, klasa Ranunculopsida Brongn., podklasa jaskrowe (Ranunculidae Takht. ex Reveal), nadrząd Ranunculanae Takht. ex Reveal, rząd makowce (Papaverales Dumort.), rodzina makowate (Papaveraceae Juss.). Rodzina makowatych w ujęciu APweb w systemie Reveala z lat 1994–1999 rozdzielona była na dwie rodziny – Papaveraceae i Pteridophyllaceae. System Reveala z roku 2007 rozdzielał makowate w szerokim ujęciu na trzy rodziny:
- Pteridophyllaceae Nakai ex Reveal & Hoogland in Bull. Mus. Natl. Hist. Nat., sér. 4, B Adansonia 13: 91. 4 Oct 1991.
- Papaveraceae Juss., Gen. Pl.: 235. 4 Aug 1789, nom. cons.
- Fumariaceae Marquis, Esq. Règne Vég.: 50. 15-22 Jul 1820, nom. cons.

## Zastosowanie
Rośliny leczniczeWiele gatunków makowatych charakteryzuje się właściwościami leczniczymi lub trującymi. Jest to spowodowane powszechnym występowaniem w tej rodzinie alkaloidów. Źródłem takich alkaloidów jak: tebaina, kodeina, morfina jest mak lekarski Papaver somniferum, z kolei samej tebainy dostarcza Papaver bracteatum. Do istotnych roślin wykorzystywanych w tradycyjnej medycynie chińskiej należy kokorycz Corydalis yanhusuo (wykorzystywane są jej bulwy po wygotowaniu i wysuszeniu).
Rośliny ozdobneZe względu na efektowne kwiaty o dużych rozmiarach wiele gatunków to rośliny ozdobne, np. pozłotka kalifornijska. Oryginalny kształt kwiatów zebranych w kwiatostany i silnie podzielone liście roślin z podrodziny dymnicowych sprawia, że spośród jej przedstawicieli jako ozdobne wykorzystywane są niektóre gatunki z rodzajów: serduszka, kokorycz i Pseudofumaria.
Rośliny spożywczeNasiona maku lekarskiego (Papaver somniferum) są używane do gotowania i pieczenia.